# Furia (gruppo musicale norvegese)
Le Furia erano un gruppo musicale norvegese al femminile attivo fra metà anni '90 e metà anni 2000 e formato da Stine Kobbeltveit, Maya Vik, Solvor Hunshamar e Kirsti Kobbeltveit.

## Carriera
Le Furia si sono formate nell'autunno del 1995 con il nome Meduza, che hanno poi cambiato data l'esistenza di un'omonima band di Oslo. Sono salite alla ribalta nel 2000 con la loro vittoria al concorso per gruppi Zoom, che le ha portate in tournée attraverso la Norvegia e il Regno Unito.
Nel 2002 hanno pubblicato il loro primo EP eponimo, che ha raggiunto la 3ª posizione nella classifica norvegese, seguito l'anno successivo dall'album di debutto ...And Then We Married the World, che ha debuttato al 9º posto.
Nell'estate del 2005 le Furia hanno aperto alcuni dei concerti del tour europeo di Lenny Kravitz. L'anno successivo è uscito il loro secondo album, Piece of Paradise, dopo il quale si sono sciolte.

## Formazione
- Stine Kobbeltveit – voce
- Maya Vik – basso
- Solvor Hunshamar – chitarra
- Kirsti Kobbeltveit – chitarra, cori

Altre ex componenti
- Agathe Kleppe – batteria
- Live Holck Johannessen – basso

## Discografia

### Album in studio
- 2003 – ...And Then We Married the World
- 2006 – Piece of Paradise

### EP
- 2002 – Furia

### Singoli
- 2005 – Superlove Vibrations
- 2006 – Piece of Paradise